# Chrysothemis dichroa
Chrysothemis dichroa är en tvåhjärtbladig växtart som beskrevs av Leeuwenb.. Chrysothemis dichroa ingår i släktet Chrysothemis och familjen Gesneriaceae. Inga underarter finns listade i Catalogue of Life.